# Ignacio Noguer Carmona
Ignacio Noguer Carmona (Siviglia, 13 gennaio 1931 – Huelva, 3 ottobre 2019) è stato un vescovo cattolico spagnolo.

## Biografia
Ignacio Noguer Carmona nacque a Siviglia il 13 gennaio 1931.

### Formazione e ministero sacerdotale
Il 17 giugno 1956 fu ordinato presbitero. In seguito fu superiore del seminario minore dal settembre del 1956 al 1961; direttore spirituale del nuovo seminario minore di Pilas dal 1961 al 1966; rettore del seminario maggiore di Siviglia dal 1966 al 1971 e vicario episcopale per il clero dal 1971 alla nomina episcopale.

### Ministero episcopale
Il 10 settembre 1976 papa Paolo VI lo nominò vescovo di Guadix. Ricevette l'ordinazione episcopale il 17 ottobre successivo dal cardinale José María Bueno y Monreal, arcivescovo metropolita di Valencia, co-consacranti l'arcivescovo metropolita di Granada Emilio Benavent Escuín e quello di Oviedo Gabino Díaz Merchán.
Il 19 ottobre 1990 papa Giovanni Paolo II lo nominò vescovo coadiutore di Huelva. Il 27 ottobre 1993 succedette alla medesima sede.
In seno alla Conferenza episcopale spagnola fu membro della commissione per i seminari e le università, presidente della commissione per le migrazioni, membro della commissione permanente e membro della commissione per le migrazioni.
Fu delegato dei vescovi della Spagna meridionale per le questioni relative ai seminari delle province ecclesiastiche di Granada e Siviglia.
Il 17 luglio 2006 papa Benedetto XVI accettò la sua rinuncia al governo pastorale della diocesi per raggiunti limiti di età. Continuò a reggere la diocesi come amministratore apostolico fino all'ingresso in diocesi del suo successore, il 23 settembre 2006. In seguito si trasferì nel seminario diocesano di Huelva.
Morì a Huelva la sera del 3 ottobre 2019 all'età di 88 anni. Da nove anni soffriva di patologie renali. Le esequie si tennero il 5 ottobre alle ore 12 nella cattedrale di Huelva e furono presiedute dal cardinale Carlos Amigo Vallejo. Al termine del rito fu sepolto nel mausoleo del seminario di Huelva.

## Genealogia episcopale
La genealogia episcopale è:
- Cardinale Scipione Rebiba
- Cardinale Giulio Antonio Santori
- Cardinale Girolamo Bernerio, O.P.
- Arcivescovo Galeazzo Sanvitale
- Cardinale Ludovico Ludovisi
- Cardinale Luigi Caetani
- Cardinale Ulderico Carpegna
- Cardinale Paluzzo Paluzzi Altieri degli Albertoni
- Papa Benedetto XIII
- Papa Benedetto XIV
- Cardinale Enrico Enriquez
- Cardinale Francisco de Solís Folch de Cardona
- Vescovo Agustín Ayestarán Landa
- Arcivescovo Romualdo Antonio Mon y Velarde
- Cardinale Francisco Javier de Cienfuegos y Jovellanos
- Cardinale Cirilo de Alameda y Brea, O.F.M.
- Cardinale Juan de la Cruz Ignacio Moreno y Maisanove
- Cardinale José María Martín de Herrera y de la Iglesia
- Patriarca Leopoldo Eijo y Garay
- Cardinale José María Bueno y Monreal
- Vescovo Ignacio Noguer Carmona